# Boothana Hosur, Mandya
Boothana Hosur là một làng thuộc tehsil Mandya, huyện Mandya, bang Karnataka, Ấn Độ.